# Gimme More
Pour les articles homonymes, voir Gimme.
Singles de Britney Spears
Someday (I Will Understand)
(2005) Piece of Me
(2007)
Pistes de Blackout
Piece of Me
(2)
Gimme More est un single de la chanteuse américaine Britney Spears, issu de son cinquième album studio, Blackout. Il est sorti le 31 août 2007 sous Jive Records en tant que premier single de l'album. La chanson a été enregistrée en 2006, alors que Spears était enceinte de son deuxième enfant, et a été l'une des premières productions solo de Danja. Le morceau débute par une intro dans laquelle Spears dit « It's Britney, bitch ». Celui-ci comporte des paroles osées, portant sur la danse et le sexe, elles sont une référence à la fascination du public pour la vie privée de Spears. Musicalement, Gimme More est un titre dance-pop avec diverses influences tels que l'electro et la funk. La piste se termine par une outro parlé-chanté par Danja.
Gimme More a reçu des avis mitigées de la part des critiques, saluant la musique, rejetant la voix de Spears. La chanson a atteint la 3e place au Billboard Hot 100 aux États-Unis, devenant le cinquième top 10 de la chanteuse et aussi son deuxième meilleur classement à l'époque. Il a également la 1re place au Canada et le top 5 de quatorze pays. Le vidéoclip accompagnant la chanson est paru le 5 octobre 2007. Il présente Spears en strip-teaseuse et marque une rupture par rapport aux précédentes vidéos de Spears, très chorégraphiées. La vidéo a reçu des critiques négatives, critiquant la pole dance de Spears ainsi que l'absence de scénario. Une version alternative du clip a été divulguée sur le net le 18 juillet 2011.
Le 9 septembre 2007, Spears a interprété Gimme More aux MTV Video Music Awards de 2007, vêtu d'un bikini noir incrusté de pierres précieuses. La performance a été décriée par de nombreux critiques, qui ont commenté abondamment son chant, sa danse et sa tenue, en estimant qu'elle constituait l'une des pires performances de la cérémonie. Le 10 septembre 2007, Chris Crocker a réalisé une vidéo en réponse à ces critiques intitulé Leave Britney Alone!, ce qui a attiré l'attention des médias et a fait de lui une célébrité du web. Spears a également interprété Gimme More lors de sa tournée, le Femme Fatale Tour en 2011. Gimme More a été repris et samplé par de nombreux artistes, y compris Sia et Marié Digby. La phrase d'ouverture de la chanson, « It's Britney, bitch », est devenu une phrase culte dans la culture populaire. Elle a été référencée dans de nombreux shows télévisés et utilisés lors de l'interprétation de Human Nature durant le Sticky & Sweet Tour de Madonna (2008-2009).

## Genèse
Gimme More a été coécrit par Jim Beanz Marcella "Mme Lago" Araica, Nate "Danja" Hills et Keri Hilson, tout en étant produit par Danja. Spears a commencé à travailler avec Danja en juillet 2006. Celui-ci a expliqué que le processus de création n'a pas été difficile au début car on l'a « laissé faire à peu près ce qu'il voulait », disant, « si elle le sentait, elle allait faire avec. Si elle ne le sentait pas, vous le voyiez sur son visage. » Keri Hilson dit qu'elle a écrit la chanson en pensant à Britney après avoir entendu l'instrumental de Danja, ajoutant: « je venais de commencer à chanter, « Give Me, Give me » tout en ajoutant un peu plus, en m'amusant et en déconnant vraiment. » Spears a commencé à enregistrer la chanson à Las Vegas en août 2006, alors qu'elle était enceinte de sept mois de son deuxième enfant, Jayden James. L'enregistrement a continué dans la maison de Britney Spears à Los Angeles, en Californie, trois semaines après avoir accouché. Hilson a déclaré que la chanteuse « s'est donné à 150%. [...] Je ne connais pas d'autre mère qui ferait cela. » Dans une interview avec Rhapsody, Danja a fait remarquer qu'il avait ajouté une outro parler-chanter afin de « revendiquer son travail », puisque Gimme More a été l'un de ses premières productions solo. « J'ai beaucoup à prouver dans l'avenir, parce que les gens pensent que je suis là grâce à Timbaland et ils ne savent pas vraiment de quoi je suis capable », at-il dit. La chanson a été mixée par Mme Lago au Calice Studios d'enregistrement à Los Angeles. Les chœurs ont été réalisés par Keri Hilson et Jim Beanz. Gimme More a été sorti comme single de l'album Blackout et a été diffusée en première mondiale sur le site web de la radio new-yorkaise, Z100.

## Réception

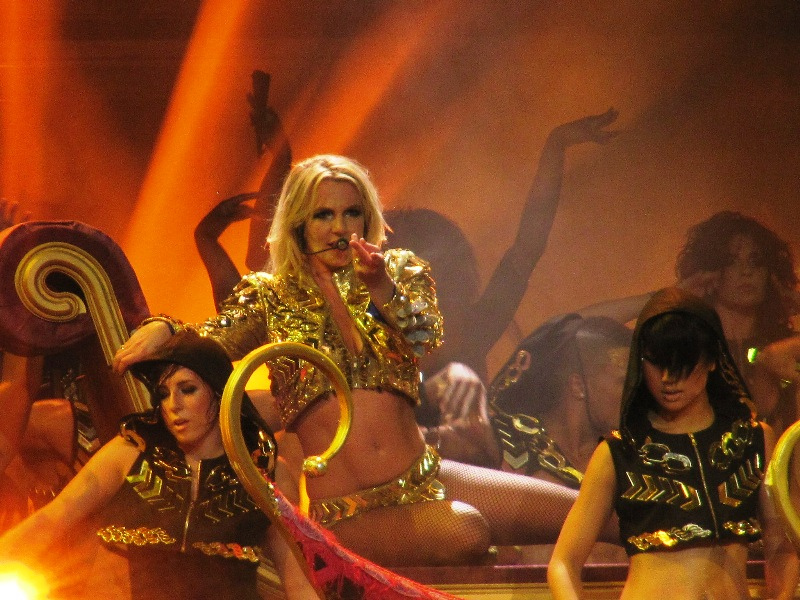
Britney Spears interprétant "Gimme More" à Detroit.

### Critiques
Gimme More a reçu des avis mitigés de la part des critiques. Dennis Lim de Blender considéra la chanson comme l'un des points forts de l'album, la qualifiant de « pole-dance pop hypnotique ». Alexis Petridis du journal The Guardian qualifia la chanson de « futuriste et passionnante ». Nick Levine de Digital Spy a déclaré qu'en « quelque sorte, à partir du chaos personnels, une pop énorme a émergé. Danja allie une netteté de beats et une ligne de basse délicieusement grossière afin de créer une pulsation dancefloor qui est diablement sexy ». Lors de la critique The Singles Collection, Evan Sawdey de PopMatters définit Gimme More comme « le meilleur morceau de danse, qu'elle a fait depuis Toxic ». Kelefa Sanneh de The New York Times dit de la piste qu'elle met dans l'ambiance de Blackout, ajoutant que « les beats électroniques et de lignes de basse sont aussi lourds que la voix de Mlle Spears est fluette [...], elle ne fournit presque rien, mais d'ondulantes sollicitations et des invitations défiantes à la décadence des boîtes de nuit ». New Musical Express compara le chant de Spears à « un appel à l'aide d'un d'accro au sexe ». Stephen Thomas Erlewine de AllMusic a déclaré que certaines des chansons de Blackout, « montraient vraiment les compétences des producteurs », à l'image de Gimme More, Radar, Break the Ice, Heaven On Earth et Hot as Ice.
Bill Lamb de About.com a donné à la chanson trois étoiles et demie et a commenté, « Il semble que le chant de Britney Spears que nous avons entendu il y a huit ans sur ...Baby One More Time soit toujours intact. L'ouverture seule booste la notation de la chanson d'une demi-étoile ». Roger Friedman de Fox News Channel désigne la chanson comme « impudente et fun ». Eric R. Danton de The Hartford Courant a écrit: « La comédie commence tout de suite, lorsqu'elle joue le rôle de votre amie ivre appelant à 3h du matin, balbutiant « It's Britney, bitch » ». Mike Schiller de PopMatters qualifia la phrase d'ouverture de « réelle valeur ajoutée... Sorte d'hilarité » et a ajouté que les syllabes « more » insérées dans le chœur ne font qu'accentuer la sensation que c'est une sorte de feux d'artifice dancefloor génétiquement modifié ». Popjustice classe Gimme More dixième meilleure chanson de 2007. The StarPhoenix a classé le titre comme deuxième chanson la plus addictive de l'année.

### Accueil commercial
Le 22 septembre 2007, Gimme More a débuté à la 85e place du Billboard Hot 100 aux États-Unis. Le 13 octobre 2007, la chanson a atteint la 3e place du classement. La même semaine, elle se classe en 1re place Billboard Hot Digital Songs, en raison des ventes numériques s'élevant à 179 000 téléchargements. Le titre devient ainsi le cinquième top 10 de chanteuse au Billboard Hot 100, et son meilleur classement depuis ...Baby One More Time. Le single a été certifié platine par la Recording Industry Association of America (RIAA) pour 1 000 000 d'exemplaires écoulés. le 15 décembre 2007, Gimme More atteint la 1re place du Billboard Hot Dance Club. Le morceau s'est vendu à 1,627,000 téléchargements numériques aux États-Unis. Il s'agit de la cinquième meilleure vente numérique de single de Spears dans le pays. Au Canada, la chanson débute 53e le 22 septembre, 2007. Le 13 octobre 2007, en passant de la 42e à la 1re place, la chanson devient la meilleure progression du classement canadien. Gimme More a été certifié deux fois disque de platine par la Canadian Recording Industry Association (CRIA) pour 80 000 copies vendues.
En Australie, le single fait ses débuts 3e place le 15 octobre 2007. Il a reçu une certification d'or par l'Australian Recording Industry Association (ARIA) pour les envois de plus de 35 000 unités. En Nouvelle-Zélande, il fait ses débuts à la 24e place le 1er octobre 2007. La semaine suivante, il atteint la 15e place. Gimme More a également été un succès en Europe, atteignant la 2e place au European Hot 100 Singles. Au Royaume-Uni, il se classe 3e le 27 octobre 2007. Selon la compagnie The Official Charts Company, Gimme More s'est vendu à 210 000 exemplaires dans le pays. Le single a également été top 5 en France, Belgique, République tchèque, Danemark, Irlande, Norvège et Suède et de pointe dans le top 10 en Autriche et en Finlande. Gimme More s'est vendu à près de trois millions d'exemplaires dans le monde entier.

## Vidéoclip

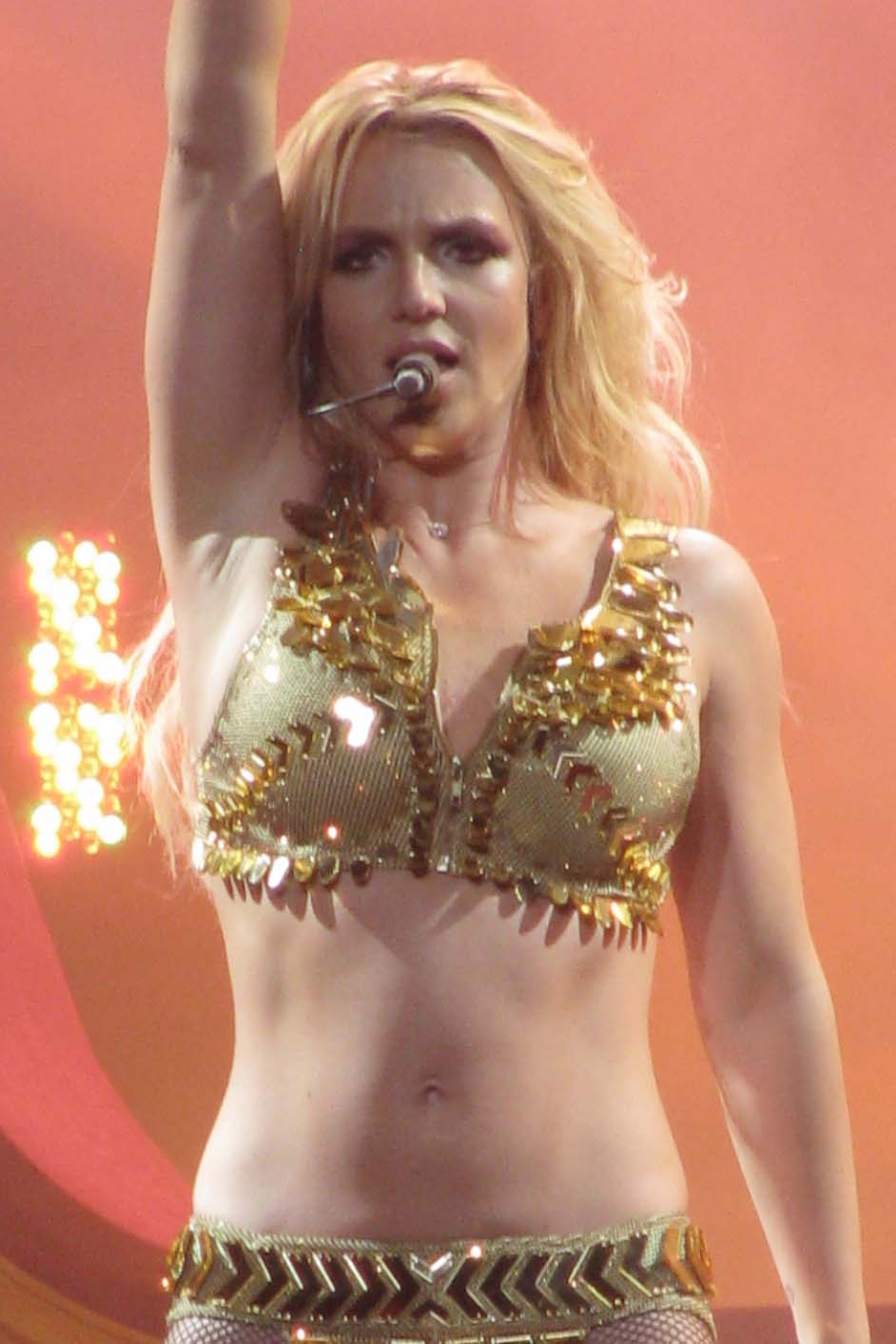
Britney Spears interprétant Gimme More lors de sa tournée, Femme Fatale Tour en 2011

Le clip de Gimme More a été tourné pendant deux jours en juillet 2007 dans un entrepôt du centre-ville de Los Angeles, en Californie. Il a été réalisé par Jake Sarfaty, qui a été choisi par Spears. Selon People, la production était le concept de Spears. Pendant le tournage, Britney Spears a été vue portant une robe noire courte, des bottes et un chapeau noir. Le 13 septembre 2007, le New York Times déclare que le clip était « amélioré avec la participation de ses conseillers», puisque « le thème courageux du strip-tease [...] peut secouer les fans qui sont plus habitués aux vidéos lisses et fortement chorégraphiée qui a fait de la chanteuse une figure MTV ». La vidéo sort en première mondiale sur l'iTunes Store le 5 octobre 2007 et dans tous les autres points de vente, y compris TRL le 8 octobre 2007.
La vidéo débute avec une Britney Spears blonde riant, assise dans un bar avec deux amies mais qui s'arrête soudainement pour regarder une petite scène face à elle. Une Britney Spears brune apparaît sur la scène, vêtu d'une veste en cuir, d'une ceinture cloutée, d'une culotte et de bas résilles tout en arborant un tatouage sur son biceps. Elle danse érotiquement autour d'une barre de pole dance face à un miroir. Tout au long de la vidéo, elle continue à danser et secouer ses cheveux  avec des effets de lumière et flash autour d'elle alors que la caméra se déplace légèrement dans et en dehors du point focal au rythme de la chanson. Le système de lumière de la vidéo passe du noir et blanc avec des teintes bleues et roses à un balayement de couleur. Vers le milieu de la vidéo, elle est rejointe par deux alter ego de ses amies, qui dansent avec elle.

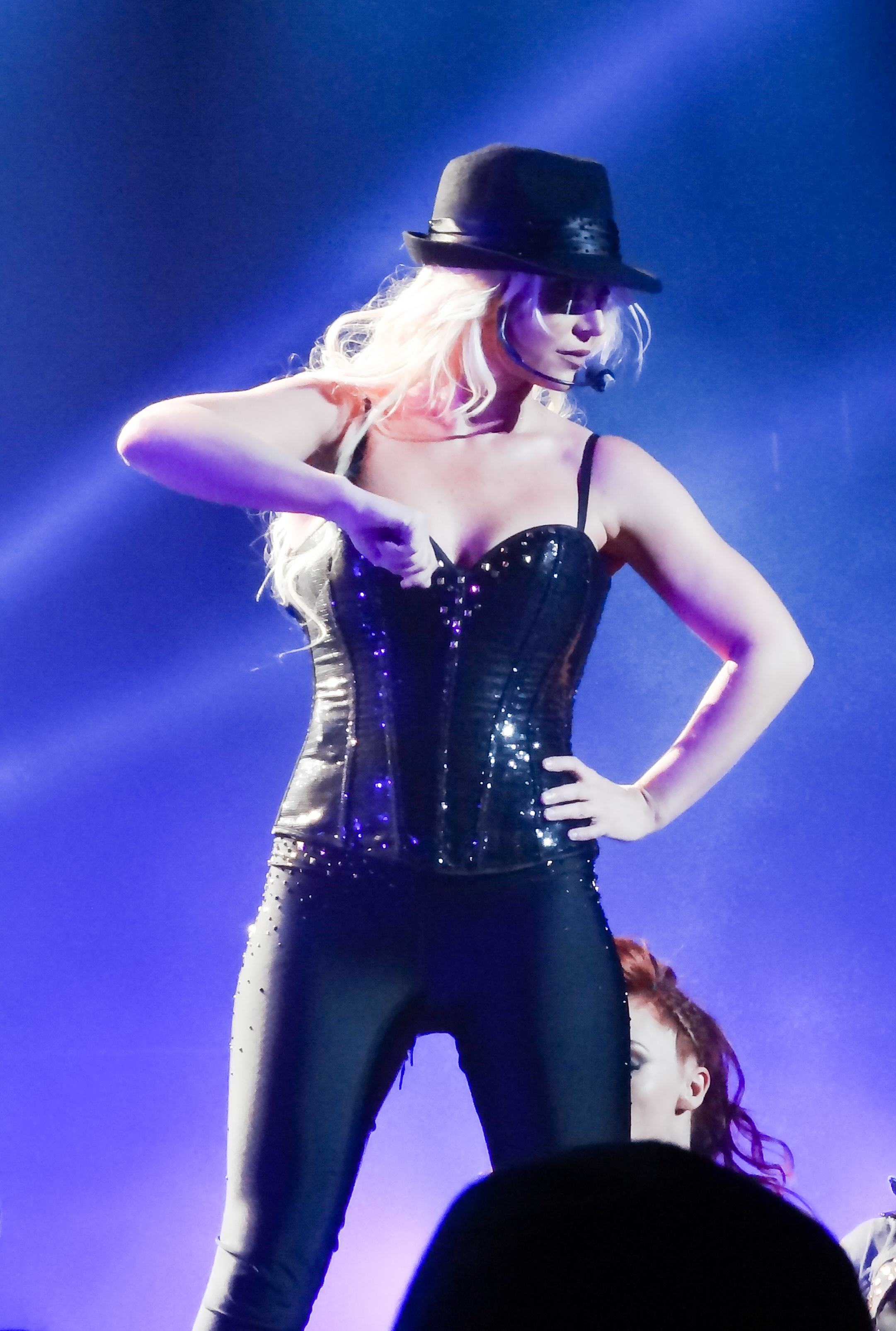
Britney Spears interprétant Gimme More en 2014.

Le clip a des avis mitigés et négatifs de la part des critiques. Michael Slezak de Entertainment Weekly a déclaré: « La morale de l'histoire est, si vous allez construire une vidéo entière autour d'une barre de strip-tease, alors il vaut mieux travailler comme une strip-teaseuse de 21h à 5h. [...] Hélas, dans le cas de Gimme More, j'ai vu le travail d'une strip-teaseuse lors d'une après-midi pêche à la mouche ». Andrei Harmsworth de Metro a déclaré: « À sa décharge, la vidéo est un peu moins décevant que sa performance de mime de la chanson aux MTV Video Music Awards le mois dernier, mais cela est encore barbouillé avec les mêmes traits distinctifs. » Sal Cinquemani de Slant Magazine a déclaré que les effets de lumière et la retouche d'image « indiquent une prédilection pour le maintien d'une image qui ne reflète plus la réalité. Cela ne correspond pas à un artiste qui refuse d'évoluer, mais plutôt à celui d'une artiste qui ne sait pas comment ou qui n'est pas autorisée à le faire. » Sketch Longwood d'IGN considère la vidéo de Gimme More comme la plus sexy de Spears, ajoutant qu'elle « s'avère tout à fait qualifiée dans l'art de taquiner furtivement. » Lors de la critique de la version alternative de la vidéo en juillet 2011, Becky Bain de Idolator a déclaré que « le concept de la strip-teaseuse a été un mauvais choix, les quelques tenues étaient mal ajustées, la « chorégraphie » était une blague, le montage a été bâclé. »
Une version alternative de la vidéo est parue sur le net le 18 juillet 2011, incluant de nouvelles scènes, qui présentent Spears se pavanant dans la rue dans un costume noir et allongée, dans un lit imprimé zèbre avec un chat. Les scènes de Britney Spears blonde ont été coupées. Becky Bain de Idolator a déclaré que « cette vidéo était une sorte de condamnée, peu importe la façon dont elle a été éditée. »

## Formats
| - Single Digital 1. Gimme More — 4:11 - CD Single Australien 1 1. Gimme More — 4:11 2. Gimme More (Instrumental) — 4:11 - Remixes EP Digital 1. Gimme More (Paul Oakenfold Radio Mix) — 3:42 2. Gimme More (Kaskade Radio Mix) — 3:21 3. Gimme More (featuring Amanda Blank) (Eli Escobar & Doug Grayson Remix) — 3:49 4. Gimme More (Paul Van Dyk Radio Mix) — 3:42 5. Gimme More (Junior Vasquez & Johnny Vicious Radio Mix) — 3:34 - Single Digital Remix 1. Gimme More (feat. Lil' Kim) (Kimme More Remix) — 4:12 - CD Promo Danois 1. Gimme More (Main) — 4:11 2. Gimme More (Instrumental) — 4:09 3. Gimme More (A Cappella) — 3:52 | - CD Single Européen 1. Gimme More — 4:11 2. Gimme More (Kaskade Radio Mix) — 3:21 - CD Maxi-Single Européen/CD Single Australien 2 1. Gimme More — 4:11 2. Gimme More (Kaskade Club Mix) — 6:08 3. Gimme More (Junkie XL Extended Mix) — 5:54 4. Gimme More (Seiji Dub) — 5:03 5. Gimme More (StoneBridge Club Mix) — 7:24 - The Singles Collection Coffret Single 1. Gimme More — 4:11 2. Gimme More (Paul Oakenfold Remix) — 6:08 |

## Dates de sortie
| Pays             | Date              | Format                             | Label        |
| ---------------- | ----------------- | ---------------------------------- | ------------ |
| États-Unis       | 31 août 2007      | Mainstream radio                   | - Jive - RCA |
| États-Unis       | 31 août 2007      | Rhythmic radio                     | - Jive - RCA |
| Luxembourg       | 25 septembre 2007 | Téléchargement numérique           | Sony         |
| Royaume-Uni      | 15 octobre 2007   | Téléchargement numérique           | Sony         |
| Royaume-Uni      | 23 octobre 2007   | Téléchargement numérique (2-track) | Sony         |
| Royaume-Uni      | 23 octobre 2007   | CD single                          | Sony         |
| Autriche         | 27 octobre 2007   | Téléchargement numérique (EP)      | Sony         |
| Allemagne        | 29 octobre 2007   | CD single                          | Sony         |
| Allemagne        | 29 octobre 2007   | Téléchargement numérique (2-track) | Sony         |
| Allemagne        | 29 octobre 2007   | Maxi single                        | Sony         |
| Irlande          | 29 octobre 2007   | Téléchargement numérique (2-track) | Sony         |
| Finlande         | 29 octobre 2007   | Téléchargement numérique (2-track) | Sony         |
| Espagne          | 29 octobre 2007   | Téléchargement numérique (2-track) | Sony         |
| Suède            | 3 novembre 2007   | Téléchargement numérique (2-track) | Sony         |
| Norvège          | 16 novembre 2007  | Téléchargement numérique (Remix)   | Sony         |
| États-Unis       | 16 novembre 2007  | Téléchargement numérique (Remix)   | Jive         |
| Nouvelle-Zélande | 20 novembre 2007  | Téléchargement numérique (Remix)   | Sony         |
| Luxembourg       | 5 décembre 2007   | Téléchargement numérique (Remix)   | Sony         |

## Classements

### Classements de fin d'année
| Classement (2007)                             | Position |
| --------------------------------------------- | -------- |
| Australie (ARIA)                              | 46       |
| Belgique (Ultratop 50 Flanders)               | 72       |
| Belgique (Ultratop 50 Wallonia)               | 64       |
| Communauté des États indépendants (Tophit)    | 52       |
| France (SNEP)                                 | 87       |
| Italie (FIMI)                                 | 25       |
| Liban (NRJ)                                   | 20       |
| Suède (Sverigetopplistan)                     | 41       |
| Suisse (Schweizer Hitparade)                  | 61       |
| Royaume-Uni Singles (Official Charts Company) | 52       |

### Classement hebdomadaire
| Classement (2007)  | Meilleure position |
| ------------------ | ------------------ |
| Allemagne          | 7                  |
| Australie          | 3                  |
| Autriche           | 8                  |
| Belgique (Fr)      | 4                  |
| Canada             | 1                  |
| Danemark           | 2                  |
| États-Unis         | 3                  |
| France             | 2                  |
| Finlande           | 6                  |
| Hongrie            | 17                 |
| Irlande            | 2                  |
| Italie             | 2                  |
| Nouvelle-Zélande   | 15                 |
| Norvège            | 3                  |
| Pays-Bas           | 35                 |
| République tchèque | 19                 |
| Royaume-Uni        | 3                  |
| Slovaquie          | 19                 |
| Suède              | 2                  |
| Suisse             | 4                  |